# Puerto Bogotá
Puerto Bogotá es un corregimiento del municipio colombiano de Guaduas. Su centro poblado se encuentra conurbano con la cabecera municipal del municipio de Honda, separada por el río Magdalena. Se encuentra al noroccidente del departamento de Cundinamarca, provincia del Bajo Magdalena.
Puerto Bogotá es paso obligado para los viajeros que se dirigen desde la ciudad de Bogotá por vía terrestre hacia las ciudades ubicadas en los departamentos de Caldas, Risaralda, Tolima y Antioquia.

## Historia
En tiempos precolombinos la región fue habitada por los Panches y los Muzos quienes practicaban la pesca e intercambiaban sus productos con los Muiscas del altiplano.
Puerto Bogotá fue un importante puerto fluvial durante la época del Nuevo Reino de Granada. Allí todavía se conservan construcciones de la época colonial. 
Fue parte de la Provincia de Mariquita. Hasta la creación del departamento del Tolima, el cual pasó a depender del departamento de Cundinamarca.

## Economía
Las principales actividades económicas son el comercio y la pesca artesanal para consumo local. Los principales productos de pesca son el bagre, el nicuro y la mojarra.
- Datos: Q6091972